# 10.ª etapa da Volta a França de 2018
A 10ª etapa da Volta a França de 2018 teve lugar a 17 de julho de 2018 entre Annecy e Le Grand-Bornand sobre um percurso de 159 km.

## Classificação da etapa
| \| Classificação por etapas \| Classificação por etapas \| Classificação por etapas \| Classificação por etapas \| Classificação por etapas \| \| Ciclista \| Ciclista \| Equipe \| Tempo \| \| \| ------------------------ \| ------------------------ \| ------------------------ \| ------------------------ \| ------------------------ \| \| 1. \| Julian Alaphilippe \| Quick-Step Floors \| 4h25m27s \| \| \| 2. \| Ion Izagirre \| Bahrain-Merida \| + 1m34s \| \| \| 3. \| Rein Taaramäe \| Direct Énergie \| + 1m40s \| \| \| 4. \| Greg Van Avermaet \| BMC Racing Team \| + 1m44s \| \| \| 5. \| Serge Pauwels \| Dimension Data \| + 1m44s \| \| \| 6. \| Lilian Calmejane \| Direct Énergie \| + 2m24s \| \| \| 7. \| Daniel Martin \| UAE Team Emirates \| + 3m23s \| \| \| 8. \| Primož Roglič \| LottoNL-Jumbo \| + 3m23s \| \| \| 9. \| David Gaudu \| Groupama-FDJ \| + 3m23s \| \| \| 10. \| Geraint Thomas \| Team Sky \| + 3m23s \| \| |                    |                   |          |
| |                    |                   |          |
| Fonte: ProCyclingStats |                    |                   |          |
| Classificação por etapas |                    |                   |          |
| Ciclista | Ciclista           | Equipe            | Tempo    |
| 1. | Julian Alaphilippe | Quick-Step Floors | 4h25m27s |
| 2. | Ion Izagirre       | Bahrain-Merida    | + 1m34s  |
| 3. | Rein Taaramäe      | Direct Énergie    | + 1m40s  |
| 4. | Greg Van Avermaet  | BMC Racing Team   | + 1m44s  |
| 5. | Serge Pauwels      | Dimension Data    | + 1m44s  |
| 6. | Lilian Calmejane   | Direct Énergie    | + 2m24s  |
| 7. | Daniel Martin      | UAE Team Emirates | + 3m23s  |
| 8. | Primož Roglič      | LottoNL-Jumbo     | + 3m23s  |
| 9. | David Gaudu        | Groupama-FDJ      | + 3m23s  |
| 10. | Geraint Thomas     | Team Sky          | + 3m23s  |

## Classificações ao final da etapa

### Classificação geral
| \| Classificação geral \| Classificação geral \| Classificação geral \| Classificação geral \| Classificação geral \| \| Ciclista \| Ciclista \| Equipe \| Tempo \| \| \| ------------------- \| ------------------- \| ------------------- \| ------------------- \| ------------------- \| \| 1. \| Greg Van Avermaet \| BMC Racing Team \| 40h34m28s \| \| \| 2. \| Geraint Thomas \| Team Sky \| + 2m22s \| \| \| 3. \| Alejandro Valverde \| Movistar Team \| + 3m10s \| \| \| 4. \| Jakob Fuglsang \| Astana \| + 3m12s \| \| \| 5. \| Bob Jungels \| Quick-Step Floors \| + 3m20s \| \| \| 6. \| Chris Froome \| Team Sky \| + 3m21s \| \| \| 7. \| Adam Yates \| Mitchelton-Scott \| + 3m21s \| \| \| 8. \| Mikel Landa \| Movistar Team \| + 3m21s \| \| \| 9. \| Vincenzo Nibali \| Bahrain-Merida \| + 3m27s \| \| \| 10. \| Primož Roglič \| LottoNL-Jumbo \| + 3m36s \| \| |                    |                   |           |
| |                    |                   |           |
| Fonte: ProCyclingStats |                    |                   |           |
| Classificação geral |                    |                   |           |
| Ciclista | Ciclista           | Equipe            | Tempo     |
| 1. | Greg Van Avermaet  | BMC Racing Team   | 40h34m28s |
| 2. | Geraint Thomas     | Team Sky          | + 2m22s   |
| 3. | Alejandro Valverde | Movistar Team     | + 3m10s   |
| 4. | Jakob Fuglsang     | Astana            | + 3m12s   |
| 5. | Bob Jungels        | Quick-Step Floors | + 3m20s   |
| 6. | Chris Froome       | Team Sky          | + 3m21s   |
| 7. | Adam Yates         | Mitchelton-Scott  | + 3m21s   |
| 8. | Mikel Landa        | Movistar Team     | + 3m21s   |
| 9. | Vincenzo Nibali    | Bahrain-Merida    | + 3m27s   |
| 10. | Primož Roglič      | LottoNL-Jumbo     | + 3m36s   |

### Classificação por pontos
| Classificação por pontos | Classificação por pontos | Classificação por pontos | Classificação por pontos | Classificação por pontos |
| Ciclista                 | Ciclista                 | Equipe                   | Pontos                   |                          |
| ------------------------ | ------------------------ | ------------------------ | ------------------------ | ------------------------ |
| 1.                       | Peter Sagan              | Bora-Hansgrohe           | 319 pts                  |                          |
| 2.                       | Fernando Gaviria         | Quick-Step Floors        | 218 pts                  |                          |
| 3.                       | Dylan Groenewegen        | LottoNL-Jumbo            | 132 pts                  |                          |
| 4.                       | Alexander Kristoff       | UAE Team Emirates        | 129 pts                  |                          |
| 5.                       | Arnaud Démare            | Groupama-FDJ             | 106 pts                  |                          |
| 6.                       | André Greipel            | Lotto-Soudal             | 106 pts                  |                          |
| 7.                       | John Degenkolb           | Trek-Segafredo           | 100 pts                  |                          |
| 8.                       | Andrea Pasqualon         | Wanty-Groupe Gobert      | 72 pts                   |                          |
| 9.                       | Philippe Gilbert         | Quick-Step Floors        | 70 pts                   |                          |
| 10.                      | Greg Van Avermaet        | BMC Racing Team          | 69 pts                   |                          |

### Classificação da montanha
| Classificação da montanha | Classificação da montanha | Classificação da montanha | Classificação da montanha | Classificação da montanha |
| Ciclista                  | Ciclista                  | Equipe                    | Pontos                    |                           |
| ------------------------- | ------------------------- | ------------------------- | ------------------------- | ------------------------- |
| 1.                        | Julian Alaphilippe        | Quick-Step Floors         | 41 pts                    |                           |
| 2.                        | Rein Taaramäe             | Direct Énergie            | 28 pts                    |                           |
| 3.                        | Serge Pauwels             | Dimension Data            | 24 pts                    |                           |
| 4.                        | Rudy Molard               | Groupama-FDJ              | 22 pts                    |                           |
| 5.                        | David Gaudu               | Groupama-FDJ              | 21 pts                    |                           |
| 6.                        | Greg Van Avermaet         | BMC Racing Team           | 15 pts                    |                           |
| 7.                        | Ion Izagirre              | Bahrain-Merida            | 10 pts                    |                           |
| 8.                        | Toms Skujiņš              | Trek-Segafredo            | 6 pts                     |                           |
| 9.                        | Lilian Calmejane          | Direct Énergie            | 6 pts                     |                           |
| 10.                       | Robert Gesink             | LottoNL-Jumbo             | 5 pts                     |                           |

### Classificação da jovens
| Classificação dos jovens | Classificação dos jovens | Classificação dos jovens | Classificação dos jovens | Classificação dos jovens |
| Ciclista                 | Ciclista                 | Equipe                   | Tempo                    |                          |
| ------------------------ | ------------------------ | ------------------------ | ------------------------ | ------------------------ |
| 1.                       | Pierre Latour            | AG2R La Mondiale         | 40h45m27s                |                          |
| 2.                       | Guillaume Martin         | Wanty-Groupe Gobert      | + 1m54s                  |                          |
| 3.                       | Søren Kragh Andersen     | Team Sunweb              | + 4m02s                  |                          |
| 4.                       | Egan Bernal              | Team Sky                 | + 8m47s                  |                          |
| 5.                       | David Gaudu              | Groupama-FDJ             | + 15m42s                 |                          |
| 6.                       | Stefan Küng              | BMC Racing Team          | + 19m59s                 |                          |
| 7.                       | Magnus Cort              | Astana                   | + 22m39s                 |                          |
| 8.                       | Thomas Boudat            | Direct Énergie           | + 23m50s                 |                          |
| 9.                       | Nils Politt              | Katusha-Alpecin          | + 29m32s                 |                          |
| 10.                      | Michael Gogl             | Trek-Segafredo           | + 30m55s                 |                          |

### Classificação por equipas
| Classificação por equipes | Classificação por equipes | Classificação por equipes | Classificação por equipes |
| Equipe                    | Equipe                    | Tempo                     |                           |
| ------------------------- | ------------------------- | ------------------------- | ------------------------- |
| 1.                        | Movistar Team             | 22h34m07s                 |                           |
| 2.                        | Bahrain-Merida            | + 18s                     |                           |
| 3.                        | Lotto NL-Jumbo            | + 3m10s                   |                           |
| 4.                        | BMC Racing Team           | + 8m26s                   |                           |
| 5.                        | Sky                       | + 9m54s                   |                           |
| 6.                        | Mitchelton-Scott          | + 10m00s                  |                           |
| 7.                        | AG2R La Mondiale          | + 10m30s                  |                           |
| 8.                        | Quick-Step Floors         | + 11m50s                  |                           |
| 9.                        | Astana                    | + 17m36s                  |                           |
| 10.                       | Team Sunweb               | + 20m25s                  |                           |